# Язылыкая
Язылыкая (тур. Yazılıkaya — расписная скала) — хеттское святилище в скалах близ Богазкёя в центральной части Анатолийского плато (Турция).

## Исследования
Открыто французским учёным Шарлем Тексье в 1838 году. Исследовано в 1838 — 1839 годах. Надписи Язылыкая расшифрованы и прочитаны французским исследователем Эммануэлем Ларошем в 1952—1969 годах.
Наиболее ранние части комплекса и самые древние образцы керамики, обнаруженные при раскопках в Язылыкая, относятся к XV веку до н. э., но главные сооружения, надписи, скульптуры и рельефы богов были созданы во время правления предпоследнего хеттского царя Тудхалии IV в 1250 — 1220 годах до н. э.
Язылыкая состоит из центрального помещения, к которому пристроен храм того же типа, что и храмы столицы Хеттского царства — Хаттусаса, и бокового помещения с изображениями ряда безымянных богов и демонов. Это боковое помещение — наиболее древняя часть всего святилища, созданная ещё до правления Тудхалии IV. Оно неоднократно перестраивалось до конца Хеттского царства, когда у входа в помещение были высечены фигуры львиноголовых демонов.
В центральной храмовой части Язылыкая на скалах изображён хурритский пантеон богов: бог бури Тешуб со свитой близких ему богов, хурритская Иштар — Шавушка, боги луны и солнца, и прочие. Надписи, содержащие хурритские имена богов и некоторые другие хурритские слова выполнены хеттскими (лувийскими) иероглифами.

Святилище и храм Язылыкая использовались последними хеттскими царями для отправления заупокойного культа их династии, имевшей хурритское происхождение. Язылыкая — наиболее внушительный образец монументального стиля, характеризовавшегося сочетанием хурритских и лувийских южно-малоазийских элементов и продолжавшегося в искусстве южной части Малой Азии и Сирии и после уничтожения Хеттского царства.